# سیارک ۲۴۰۱۹
سیارک ۲۴۰۱۹ (به انگلیسی: 24019 Jeremygasper، نامگذاری:1999RX137) بیست و چهار هزار و نوزدهمین سیارک کشف شده‌است که در ۹ سپتامبر ۱۹۹۹ کشف شد.
قدر مطلق سیارک برابر ۱۱.۲ است.